# توماس هيلمان
توماس هيلمان هو مغني كندي، ولد في 1975.

## وصلات خارجية
- توماس هيلمان على موقع IMDb (الإنجليزية)
- توماس هيلمان على موقع ميوزك برينز (الإنجليزية)
- توماس هيلمان على موقع أول ميوزيك (الإنجليزية)
- توماس هيلمان على موقع ديسكوغز (الإنجليزية)
- توماس هيلمان على موقع قاعدة بيانات الفيلم (الإنجليزية)